# Puchar Interkontynentalny w Lekkoatletyce 2018 – bieg na 100 m kobiet
Bieg na 100 metrów kobiet – jedna z konkurencji biegowych rozgrywana w ramach lekkoatletycznyego pucharu interkontynentalnego na Stadionie miejskim w Ostrawie-Witkowicach.

## Terminarz
Źródło: worldathletics.org.
| Data       | Godzina |
| ---------- | ------- |
| 8 września | 15:15   |

## Rekordy
Tabela prezentuje rekord świata, rekord pucharu interkontynentalnego, rekordy kontynentów oraz najlepszy wynik na listach światowych w sezonie 2018 przed rozpoczęciem mistrzostw.
|                                     | Zawodniczka              | Wynik | Miejsce      | Data                      |
| ----------------------------------- | ------------------------ | ----- | ------------ | ------------------------- |
| Rekord świata                       | Florence Griffith-Joyner | 10,49 | Indianapolis | 16 lipca 1988(dts)        |
| Listy światowe                      | Marie Josée Ta Lou       | 10,85 | Doha         | 4 maja 2018(dts)          |
| Listy światowe                      | Dina Asher-Smith         | 10,85 | Berlin       | 7 sierpnia 2018(dts)      |
| Rekord pucharu interkontynentalnego | Marion Jones             | 10,65 | Johannesburg | 12 września 1998(dts)     |
| Rekord Afryki                       | Murielle Ahouré          | 10,78 | Montverde    | 11 czerwca 2016(dts)      |
| Rekord Azji                         | Li Xuemei                | 10,79 | Szanghaj     | 18 października 1997(dts) |
| Rekord Ameryki Północnej            | Florence Griffith-Joyner | 10,49 | Indianapolis | 16 lipca 1988(dts)        |
| Rekord Ameryki Południowej          | Rosângela Santos         | 10,91 | Londyn       | 6 sierpnia 2017(dts)      |
| Rekord Europy                       | Christine Arron          | 10,73 | Budapeszt    | 19 sierpnia 1998(dts)     |
| Rekord Australii i Oceanii          | Melissa Breen            | 11,11 | Canberra     | 9 lutego 2014(dts)        |

## Rezultaty
Źródło: worldathletics.org.
| Pozycja | Tor | Zawodniczka        | Drużyna        | Czas  | Punkty | Uwagi |
| ------- | --- | ------------------ | -------------- | ----- | ------ | ----- |
| 1.      | 3   | Marie Josée Ta Lou | Afryka         | 11,14 | 8      |       |
| 2.      | 5   | Dina Asher-Smith   | Europa         | 11,16 | 7      |       |
| 3.      | 6   | Jenna Prandini     | Ameryka        | 11,21 | 6      |       |
| 4.      | 1   | Dafne Schippers    | Europa         | 11,23 | 5      |       |
| 5.      | 2   | Ángela Tenorio     | Ameryka        | 11,44 | 4      |       |
| 6.      | 8   | Wei Yongli         | Azja i Oceania | 11,51 | 3      |       |
| 7.      | 4   | Hajar al-Khaldi    | Azja i Oceania | 11,52 | 2      |       |
| 8.      | 7   | Janet Amponsah     | Afryka         | 11,74 | 1      |       |

## Klasyfikacja drużynowa
Źródło:
| Miejsce | Drużyna        | Punkty indywidualne | Punkty drużynowe |
| ------- | -------------- | ------------------- | ---------------- |
| 1.      | Europa         | 12                  | 8                |
| 2.      | Ameryka        | 10                  | 6                |
| 3.      | Afryka         | 9                   | 4                |
| 4.      | Azja i Oceania | 5                   | 2                |